# Königsberg-Cranzer Eisenbahngesellschaft
| Bahnstrecken um Königsberg 1938 |                                                                                    |                                     |                                     |
| Kursbuchstrecke: | Königsberg–Cranz: 120 (1939), 138 (1944) Cranz–Cranzbeek: 120a (1939), 138b (1944) |                                     |                                     |
| Streckenlänge: | 28,3 km                                                                            |                                     |                                     |
| Spurweite: | 1435 mm (Normalspur)                                                               |                                     |                                     |
| |                                                                                    |                                     |                                     |
| \| \| \| \| \| \| \| 0,0 \| Königsberg (Pr.) Nord \| Königsberg (Pr.) Nord \| \| \| \| Kbg.-Cranzer Bf. (bis 1929) \| \| \| \| \| \| \| \| \| \| Samlandbahn nach Neukuhren (direkt) \| \| \| \| \| Trasse Königsberg–Tilsit bis 1929 \| \| \| \| 2,0 \| Königsberg-Maraunenhof \| Königsberg-Maraunenhof \| \| \| \| \| \| \| \| 3,6 \| Königsberg-Rothenstein \| Königsberg-Rothenstein \| \| \| 4,9 \| Königsberg-Quednau \| Königsberg-Quednau \| \| \| 7,8 \| Stigehnen \| Stigehnen \| \| \| 10,2 \| Nesselbeck \| Nesselbeck \| \| \| 13,1 \| Gr. Raum \| Gr. Raum \| \| \| \| Bahnstrecke Groß Raum–Ellerkrug \| \| \| \| 17,7 \| Mollehnen \| Mollehnen \| \| \| 20,7 \| Laptau \| Laptau \| \| \| 25,3 \| Bledau \| Bledau \| \| \| \| von Neukuhren \| \| \| \| \| Memel \| \| \| \| 30,3 \| Cranzbeek \| Cranzbeek \| \| \| \| \| \| \| \| 28,3 \| Cranz \| Cranz \| |                                                                                    |                                     |                                     |
| Strecke (außer Betrieb) |                                                                                    |                                     |                                     |
| Bahnhof (Strecke außer Betrieb) | 0,0                                                                                | Königsberg (Pr.) Nord               | Königsberg (Pr.) Nord               |
| Strecke (außer Betrieb) · Kopfbahnhof Streckenanfang (Strecke außer Betrieb) |                                                                                    | Kbg.-Cranzer Bf. (bis 1929)         | Kbg.-Cranzer Bf. (bis 1929)         |
| Strecke von links (außer Betrieb) · Kreuzung (Strecken außer Betrieb) · Strecke nach rechts (außer Betrieb) |                                                                                    |                                     |                                     |
| Strecke (außer Betrieb) · Abzweig geradeaus und nach links (Strecke außer Betrieb) |                                                                                    | Samlandbahn nach Neukuhren (direkt) | Samlandbahn nach Neukuhren (direkt) |
| Strecke (außer Betrieb) · Abzweig geradeaus und von links (Strecke außer Betrieb) |                                                                                    | Trasse Königsberg–Tilsit bis 1929   | Trasse Königsberg–Tilsit bis 1929   |
| Strecke (außer Betrieb) · Haltepunkt / Haltestelle (Strecke außer Betrieb) | 2,0                                                                                | Königsberg-Maraunenhof              | Königsberg-Maraunenhof              |
| Strecke nach links (außer Betrieb) · Abzweig geradeaus und von rechts (Strecke außer Betrieb) |                                                                                    |                                     |                                     |
| Haltepunkt / Haltestelle (Strecke außer Betrieb) | 3,6                                                                                | Königsberg-Rothenstein              | Königsberg-Rothenstein              |
| Haltepunkt / Haltestelle (Strecke außer Betrieb) | 4,9                                                                                | Königsberg-Quednau                  | Königsberg-Quednau                  |
| Haltepunkt / Haltestelle (Strecke außer Betrieb) | 7,8                                                                                | Stigehnen                           | Stigehnen                           |
| Haltepunkt / Haltestelle (Strecke außer Betrieb) | 10,2                                                                               | Nesselbeck                          | Nesselbeck                          |
| Haltepunkt / Haltestelle (Strecke außer Betrieb) | 13,1                                                                               | Gr. Raum                            | Gr. Raum                            |
| Abzweig geradeaus und nach rechts (Strecke außer Betrieb) |                                                                                    | Bahnstrecke Groß Raum–Ellerkrug     | Bahnstrecke Groß Raum–Ellerkrug     |
| Haltepunkt / Haltestelle (Strecke außer Betrieb) | 17,7                                                                               | Mollehnen                           | Mollehnen                           |
| Haltepunkt / Haltestelle (Strecke außer Betrieb) | 20,7                                                                               | Laptau                              | Laptau                              |
| Haltepunkt / Haltestelle (Strecke außer Betrieb) | 25,3                                                                               | Bledau                              | Bledau                              |
| Abzweig geradeaus und von links (Strecke außer Betrieb) |                                                                                    | von Neukuhren                       | von Neukuhren                       |
| Strecke (außer Betrieb) |                                                                                    | Memel                               | Memel                               |
| Kopfbahnhof Streckenanfang (Strecke außer Betrieb) · Strecke (außer Betrieb) | 30,3                                                                               | Cranzbeek                           | Cranzbeek                           |
| Strecke nach links (außer Betrieb) · Abzweig geradeaus und von rechts (Strecke außer Betrieb) |                                                                                    |                                     |                                     |
| Kopfbahnhof Streckenende (Strecke außer Betrieb) | 28,3                                                                               | Cranz                               | Cranz                               |

Die Königsberg-Cranzer Eisenbahngesellschaft erbaute die Bahnstrecke Königsberg–Cranz zwischen Königsberg und Cranz. Sie dient der Verbindung der Provinzhauptstadt Ostpreußens mit der samländischen Ostseeküste.

## Geschichte
Die 1884 zum Bau der Strecke gegründete Königsberg-Cranzer Eisenbahngesellschaft (KCE) konnte diese Strecke ab dem 31. Dezember 1885 in Betrieb nehmen. Die 28 km lange Bahnstrecke begann in einem eigenen Bahnhof im Norden von Königsberg. Am 19. September 1929 wurde zusammen mit der Schwestergesellschaft Samlandbahn, die ebenfalls von der Ostdeutschen Eisenbahn-Gesellschaft betrieben wurde, der gemeinsame Nordbahnhof eröffnet. Diesen benutzte zudem die Reichsbahnlinie Königsberg Hauptbahnhof–Labiau–Tilsit.
Von Cranz führte ab 8. Juli 1895 eine zwei Kilometer lange Stichbahn nach Cranzbeek am Kurischen Haff, wo Schiffsanschluss der Cranz–Memel–Linie bestand. Am 20. Dezember erfuhr die Stammstrecke eine Verlängerung an der Küste entlang nach Westen bis Pobethen-Rantau, die am 25. Mai 1901 Neukuhren erreichte, wo auf die Samlandbahn nach Warnicken umgestiegen werden konnte.
Ab 5. August 1900 wurde die Strecke im Sommer als Hauptbahn geführt, womit eine Höchstgeschwindigkeit von 60 km/h statt 40 km/h möglich war.
1913/14 wurden fast 900.000 Reisende befördert.
Für das nun fast 49 km umfassende Netz der KCE standen zwölf Dampflokomotiven zur Verfügung. Zwischen Königsberg und Cranz wurde im Sommer etwa stündlich gefahren, teilweise ohne Zwischenhalt. Außerdem unterhielt die Gesellschaft ab 1. August 1934 noch drei Omnibuslinien. In jenem Jahr übertrug die Stadt Königsberg die Aktienmehrheit von etwa 65 % auf die AG für Verkehrswesen.
In der Zwischenstation Groß Raum zweigte ab 9. Mai 1916 eine zehn Kilometer lange Kleinbahn nach Ellerkrug ab, die der Kleinbahn Groß Raum–Ellerkrug GmbH gehörte, aber von der KCE betrieben wurde.
Am 25. Mai 1928 übernahm die Ostdeutsche Eisenbahn-Gesellschaft (ODEG) die Betriebsführung. 1938 hatte die KCE 1,3 Millionen Fahrgäste.

## Nach dem Zweiten Weltkrieg
Die Zweigbahn nach Cranzbeek ist in den Nachkriegsjahren stillgelegt worden. Die Hauptstrecke wurde auf Breitspur umgespurt und 1970 bis Cranz mit 3 kV Gleichspannung elektrifiziert. Südlich von Cranz wurde ein Gleisdreieck angelegt, so dass Züge nach Pionerski (Neukuhren) direkt geführt werden können.
Für den aktuellen Ausbauzustand der Bahnstrecke siehe:

## Dokumente

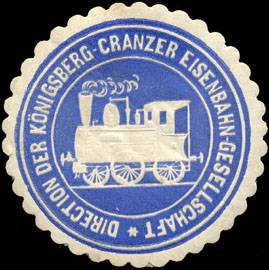
Siegelmarke
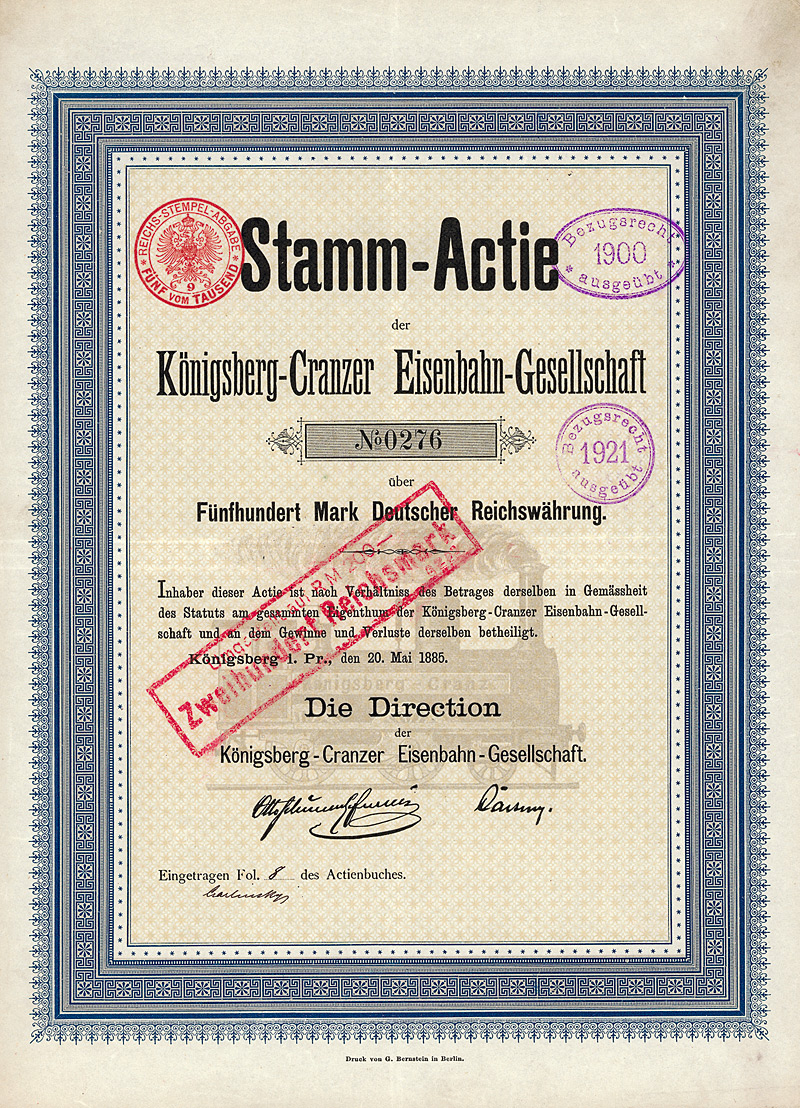
Aktie über 500 Mark

## Anmerkung
1. ↑  Andere Quellen nennen als Eröffnungstag der Stichbahn den 20. Dezember 1900